# Baureihe 10
Baureihe 10 – niemiecka lokomotywa parowa wyprodukowana w 1959 roku. Była używana do prowadzenia pociągów pospiesznych. Parowóz 10 001 jest jedynym zachowanym egzemplarzem.